# 四国四商
四国四商（しこくよんしょう、四国4商または四商とも）は、高校野球の強豪校のうち、四国四県の各県庁所在地である香川県高松市、愛媛県松山市、徳島県徳島市、高知県高知市に所在する商業高等学校4校。具体的には香川県立高松商業高等学校（高松商または高商）、愛媛県立松山商業高等学校（松山商または松商）、徳島県立徳島商業高等学校（徳島商または徳商）、高知市立高知商業高等学校（高知商または市商）を指す。

## 概要
高松商と松山商は大正、徳島商は昭和戦前、高知商は昭和戦後と台頭してきた時期は違うものの、4校はいずれも長らくの間、各県のみならず四国の高校野球を引っ張ってきた名門である。選手権の代表校が四国四県で一代表だった四国大会（1915年 - 1947年）、香川・愛媛両県で一代表だった北四国大会（1948年 - 1975年）、徳島・高知両県で一代表だった南四国大会（1948年 - 1977年）や、選抜の一般選考枠の選考基準となる秋季四国大会などの舞台で切磋琢磨し激しい試合を繰り広げてきた。
4校はいずれも各県で最も全国大会への出場回数が多く、また全国大会制覇の経験もある。
しかし、1980年代以降、徳島商は同じ公立高校で一時期はライバルとなった池田に全国大会の出場権を奪われることが多くなったことで衰退が始まり、その他の3校でも、平成以降は学校選択の多様化、社会構造の変化による進学校化、私立学校の台頭などにより、全国大会への出場頻度は減り出した。四国四商の甲子園大会の優勝も、平成8(1996)年の第78回選手権における、松山商の1回のみにとどまっている。
また近年においては、以前のような四国大会での直接対決よりも、四商同士の繋がりを生かした、交流戦や定期戦での対戦を行う機会が増えており、例として2018年には高知商の野球部創部100周年を記念して、松山商と徳島商を招き、記念試合を開催している（この際は高松商も参加し「四国四商戦」として当初は企画されていたが、高松商が直前に行われた第71回秋季四国大会を制し、明治神宮大会への出場を決め日程が重なるため、不参加となった。なお偶然にもこの秋季四国大会では、準々決勝で高知商と徳島商、勝利した高知商が準決勝で高松商と対戦し、久々に公式大会での四商同士の、複数回の直接対決が実現したこととなった）。

## エピソード
四国の早慶戦
四国四商同士の対戦の中でも、戦前の中等学校野球大会創成期よりライバル関係にある高松商と松山商の対戦は「四国の早慶戦」と呼ばれ、この対戦は単に学校同士の対戦に収まらず、香川県と愛媛県の一般民衆をも巻き込んだ激闘を繰り返してきた。
両校は現在は選手権県大会前に定期戦を行っている。
夏将軍
四国四商の中でも最も甲子園での勝利数・優勝回数が多いのが松山商である。特に夏の選手権で無類の強さを発揮してきたことから「夏将軍」と呼ばれ、選手権での優勝回数は5回を数える。大正・昭和・平成の各元号下で優勝をしているのは、全国の高校の中でも松山商ただ一校だけである。第51回選手権決勝・三沢戦での引き分け再試合や第78回選手権決勝・熊本工戦での奇跡のバックホームなどファンの記憶に残る名勝負も多い。
志摩供養
1924年、第1回選抜大会で高松商が優勝を果たした。この時、高松商の三塁を守っていたのが志摩定一選手である。志摩はこの後、胸部疾患を患ったが、夏の予選にはそれを隠して出場し続けた。このため病状は悪化し同年冬に逝去した。この時、「自分が死んでも魂だけは高商の三塁を守り続ける。」という遺言を残したという。
この遺言の精神を守り、また志摩を供養するため、高松商の試合では1回の最初の守備に就く前に、ナインが三塁ベースを囲んで肩を組んで、主将が水を含みベースに吹き掛け、「さあ行こう」と声をかけてからそれぞれのポジションに就くという儀式・「志摩供養」が始まった。この儀式は1978年に高野連の会長・佐伯達夫により禁止されたため、以降の甲子園出場時には行われていなかったが、現在は香川県大会でのシートノック終了時に行われている。
また、甲子園においても20年ぶりに出場した2016年の第88回選抜より、三塁手が初回の守備につく際に三塁ベースに手を添えて頭を垂れて祈るというスタイルで志摩供養を行っている。
史上初決勝戦サヨナラ本塁打
1960年の第32回選抜では高松商が決勝進出し、山陰史上初の優勝を目指す米子東と投手戦を演じた。この試合は9回裏に高松商主将の山口富士雄がサヨナラホームランを放ち、高松商の優勝で決着した。このホームランは春夏の甲子園を通じて初めてとなる、決勝戦優勝決定サヨナラホームランであった。
上記の通り夏の選手権での活躍が際立つライバルの松山商に対し、これらのエピソードが表すように春の選抜において、輝かしい戦績を残してきたのが、高松商の特徴でもある。
第1回大会の優勝を皮切りに、春の決勝進出は5回を数え、松山商と同じく大正・昭和の年号下での優勝を達成。久々の出場となった第88回大会は、前年の明治神宮大会を制した勢いそのままに5度目の決勝進出を果たし、夏に達成の松山商に並び、春選抜における大正・昭和・平成の三つの元号下での優勝も期待されたが、智弁学園に延長の末惜しくもサヨナラ負けで、準優勝に終わった。
それでも21世紀に入って以降、苦戦が目立つ四商の中では春夏の甲子園通じ初めて決勝進出を果たし、復活を印象付ける大会となった（なお三つの元号下での春の決勝進出は、同じく「春の広陵」の異名を持つ広陵(昭和時代は3度の準優勝が最高で優勝経験はなし)も達成している）。
幻の甲子園で優勝
1941年夏、戦争の激化により甲子園の全国大会は予選途中で中止となった。しかし、翌1942年夏は文部省主催の全国大会が開催され、徳島商が四国代表として全国制覇を達成した。しかしこの大会は文部省が従来の全国大会からの回数継承を拒否したため、現在の選手権大会の記録としては残っていない。このため「幻の甲子園」と呼ばれる。
延長18回ルール
1958年の春季四国大会では徳島商の板東英二投手が高知商戦で延長16回を完投、続く決勝・高松商戦でも25回を投げきり、これをきっかけとして延長18回打ち切り翌日再試合という新ルールができた。このルール適用第1号も他ならぬ板東自身で、この年の第40回選手権準々決勝で魚津の村椿輝雄投手と延長18回の投手戦を演じ、再試合となった。
甲子園同時出場
戦後に高知商が強豪に成長して以降、四国四商は常に甲子園の舞台を沸かせる存在であり続けていた。1958年の第40回選手権から5年に1回の記念大会に限り一県一代表が認められたが、1963年の第45回選手権、1968年の第50回選手権でも甲子園の四国四商揃い踏みは実現せず、最後の記念大会（事実上の一県一代表制が確立した大会）となった1978年の第60回選手権で甲子園の四国四商揃い踏みが初めて実現した。当時の高知商の部長であった沖本の発案で四国四商出場選手監督らでバックネット前で記念撮影を行っている。この大会では高松商は仙台育英と延長17回を戦い惜敗。松山商は郡山北工に、徳島商も横浜の前にそれぞれ苦杯を喫したが、高知商は選手権の決勝に初めて進出し準優勝した。
1979年の第61回選手権から毎年一県一代表となったが、甲子園の四国四商揃い踏みの2回目は実現していない。

## 記録
高松商
- 選抜高等学校野球大会 - 優勝2回、準優勝3回
- 全国高等学校野球選手権大会 - 優勝2回
- 明治神宮野球大会 - 優勝1回
- 国民スポーツ大会 - 優勝1回
- 春季四国地区高等学校野球大会 - 優勝7回
- 秋季四国地区高等学校野球大会 - 優勝9回

松山商
- 選抜高等学校野球大会 - 優勝2回、準優勝1回
- 全国高等学校野球選手権大会 - 優勝5回、準優勝3回
- 国民スポーツ大会 - 優勝1回、準優勝2回
- 春季四国地区高等学校野球大会 - 優勝4回
- 秋季四国地区高等学校野球大会 - 優勝3回

徳島商
- 選抜高等学校野球大会 - 優勝1回
- 全国高等学校野球選手権大会 - 準優勝1回
- 大日本学徒体育振興大会（幻の甲子園） - 優勝
- 明治神宮野球大会 - 優勝1回
- 国民スポーツ大会 - 優勝1回、準優勝1回
- 春季四国地区高等学校野球大会 - 優勝7回
- 秋季四国地区高等学校野球大会 - 優勝6回

高知商
- 選抜高等学校野球大会 - 優勝1回、準優勝2回
- 全国高等学校野球選手権大会 - 準優勝1回
- 明治神宮野球大会 - 準優勝1回
- 国民スポーツ大会 - 優勝1回
- 春季四国地区高等学校野球大会 - 優勝7回
- 秋季四国地区高等学校野球大会 - 優勝7回

## 参考
- 野球の島に四国四商ありて（四国4新聞社）、この記事の内容全般はこの著書に基づく
- 愛媛の野球100年史（愛媛新聞社） ISBN 978-4-900248-21-2
- シリーズにっぽんの高校野球6四国（ベースボールマガジン社） ISBN 4583615442
- 香川県立高松商業高等学校野球史（高商クラブ）